# Sierra Army Depot

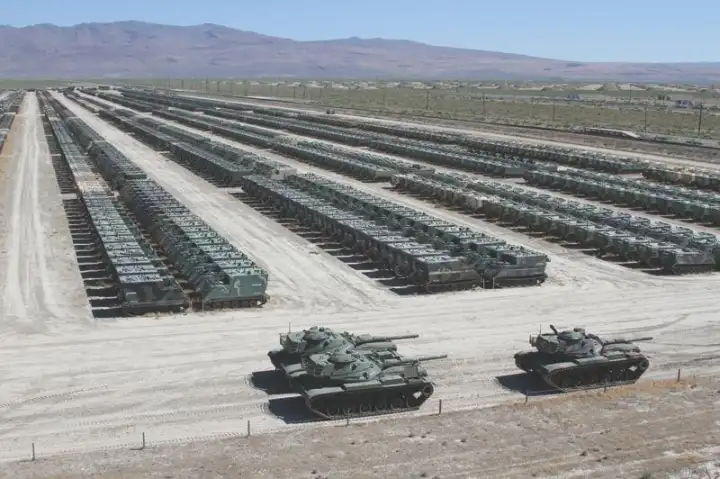
Uppställda stridsfordon på Sierra Army Depot, okänt år.

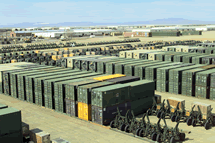
Förvaring av containrar på Sierra Army Depot, okänt år.

Sierra Army Depot (SIAD) är ett 14 608 hektar (36 096 acres) stort förvaringsdepå tillhörande USA:s armé. Förvaringsdepån ligger precis norr om samhället Herlong i Lassen County i Kalifornien i USA. I sydvästra delen ligger det federala fängelset Federal Correctional Institution, Herlong. I den norra delen ligger militära flygplatsen Amedee Army Airfield, som används av förvaringsdepån för in- och utförsel av krigsmateriel och annan militär utrustning.
Det förekommer också bland annat militärövningar för strider i ökenmiljö för olika förband inom USA:s armé och USA:s flotta på området.

## Historik
År 1933 förvärvade USA:s armé 24 493 hektar (60 523 acres) mark i syfte att uppföra skjutfältet Honey Lake Bombing Range och skulle användas av US Army Air Corps. Under andra världskriget tyckte USA 1940 att det behövdes uppföra förvaringsdepåer i alla fyra hörn av Kontinentala USA för att stå emot en eventuell invasion av Axelmakterna. Den i sydväst blev just Sierra Army Depot. Förvaringsdepån började byggas 1942 och när andra världskriget avslutades då hade SIAD 1 021 byggnader för att förvara ammunition, varav 802 var stridsvärn. År 1957 hade förvaringsdepån växt till 39 170 hektar (96 792 acres). Förvaringsdepåns område har dock minskat och det skedde 1995 och 2005. År 1995 var det också diskussioner om att den kunde stängas helt. Dock på 2000-talet fick förvarningsdepån nya uppdrag och blev uppgraderad. År 2019 hade alla byggnader, inklusive 801 kvarvarande stridsvärn, vara i användning för produktion eller förvaring av ammunition.